# 郝維喬
郝維喬（1541年—1621年），字子遷，河南開封府扶溝縣人，民籍，明朝政治人物。

## 生平
嘉靖四十三年（1564年）甲子科河南鄉試第四十四名舉人。隆慶二年（1568年）中式戊辰科會試第二百九十八名，登第三甲第二百九十七名進士。任直隸真定縣知縣，考绩天下第一，萬曆元年（1573年）十二月擢升吏科给事中，查盘顺天钱粮，条陈驿政五事，三年六月转刑科右，四年三月升吏科左，五年三月升户科都给事中。九年五月出为江西左参政，十六年二月復除山东左参政、分守東兖，十九年三月升山西按察使，二十年七月官至陕西右布政使。

## 家族
曾祖郝順；祖父郝文舉，號讷菴，祖母徐氏；父郝𨭉（1502年-1584年），字君才，號春田。嫡母李氏；生母毛氏。具庆下。兄维新，弟维康，太医院冠帶医士。